# Veturia

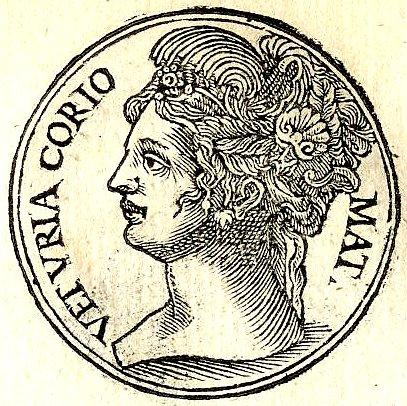
Veturia en el Promptuarii Iconum Insigniorum de Guillaume Rouillé.

Veturia fue una dama romana del siglo V a. C., madre de Cayo Marcio Coriolano.
Cuando su hijo amenazó la ciudad de Roma al mando de un ejército formado por los enemigos volscos, Veturia salió a las puertas de la ciudad, se arrojó a los pies de su hijo y le recriminó por lo que estaba a punto de hacer. Estuvo acompañada por su nuera Volumnia, esposa de Coriolano. Cuando este vio a su madre, se acercó a ella y la abrazó. Finalmente fue convencido por ambas mujeres para que cesara en su empeño de atacar su patria. Coriolano retiró el ejército al territorio volsco.